# San Sebastián (Puerto Rico)
San Sebastián ist eine der 78 Gemeinden von Puerto Rico.
Sie liegt im Westen von Puerto Rico. Sie hatte 2019 eine Einwohnerzahl von 35.528 Personen.

## Geschichte
Die Erlaubnis zur Gründung der Stadt wurde offiziell im Jahr 1752 erteilt unter der Führung des Gründers, Kapitän Cristóbal González de la Cruz, der neben anderen Nachbarn ein Interesse daran hatte, einige Kuhfarmen in ein landwirtschaftliches Dorf umzuwandeln. Die Gründung der Stadt aus religiöser Sicht wurde im Dezember 1762 von Mariano Martin, dem damaligen katholischen Bischof der Insel, vollzogen. Zu Beginn, um 1700, war San Sebastián eine Ansammlung von einigen Kuhfarmen, die einigen Bewohnern des Partido de Aguada gehörten. Las Vegas war die ehemalige Ebene einer der ersten Kuhfarmen, die sich am nördlichen Ufer des Guatemala-Flusses befand. Eine weitere dieser Kuhfarmen war Pepino (das heutige Stadtzentrum). Diese gab der Stadt ihren ersten Namen. Im Jahr 1865 ist es als San Sebastián de Las Vegas del Pepino dokumentiert.
Zu Beginn des 19. Jahrhunderts kamen wohlhabende spanische Familien nach Pepino, die vor den Revolutionen in Venezuela und der Dominikanischen Republik flohen. Später, um 1850, schlossen sich mehrere Familien aus Katalonien und dem Baskenland in Spanien der großen Anzahl von Isleños (Kanaren) an, die El Pepino zu ihrer Heimat gemacht hatten. Diese Menschen, nachdem sie die lokale politische Macht übernommen hatten, entwickelten eine Kaffeeindustrie und brachten der Stadt einige materielle Fortschritte. Die in der Gemeinde ansässigen Basken sahen in Erinnerung an ihre Heimatregion und ihren religiösen Schutzpatron die Notwendigkeit, das alte, traditionelle Pepino, das von den Kanarenbewohnern benutzt wurde, in das neue und „modernere“ San Sebastián umzuwandeln, warben dafür und erreichten so, dass der Name von der zentralen Regierungsbehörde formell geändert wurde. Trotzdem werden die Bürger von San Sebastián Pepinianos genannt.

## Gliederung
Die Gemeinde ist in 24 Barrios aufgeteilt:
1. Aibonito
2. Alto Sano
3. Bahomamey
4. Calabazas
5. Cibao
6. Cidral
7. Culebrinas
8. Eneas
9. Guacio
10. Guajataca
11. Guatemala
12. Hato Arriba
13. Hoya Mala
14. Juncal
15. Magos
16. Mirabales
17. Perchas 1
18. Perchas 2
19. Piedras Blancas
20. Pozas
21. Robles
22. Salto
23. San Sebastián barrio-pueblo
24. Sonador

## Persönlichkeiten
- Oscar López Rivera (* 1943), Aktivist